# Ниче, Пауль
Герман Пауль Ни́че (нем. Hermann Paul Nitsche; 25 ноября 1876, Кольдиц — 25 марта 1948, Дрезден) — директор лечебных учреждений в лейпцигском Дёзене и пирнском Зонненштайне, медицинский эксперт и руководитель медицинской части программы Т-4. За участие в умерщвлении пациентов этих лечебниц после войны был казнён по приговору суда.

## Биография
Пауль Ниче родился в семье врача психиатрической клиники в саксонском Кольдице Германа Ниче. По окончании школы в Дрездене получил медицинское образование в Лейпцигском и Гёттингенском университетах, в 1902 году защитил докторскую диссертацию по теме «Нарушения памяти в двух случаях органических заболеваний мозга».
В 1904—1908 годах Ниче работал ассистентом у психиатра Эмиля Крепелина, а также врачом-ассистентом в городской психиатрической больнице Франкфурта-на-Майне, университетских клиник в Гейдельберге и Мюнхене. В 1913 году получил назначение старшим врачом в дрезденском городском лечебном учреждении.
В 1910 году познакомился с основателем немецкой расовой гигиены Альфредом Плёцем, участвовал в работе экспозиции, посвящённой расовой гигиене на Международной гигиенической выставке в Дрездене в 1911 году. Впоследствии работал психиатром в Пирне в лечебном учреждении в замке Зонненштайн, исполнял обязанности его руководителя в 1914—1918 годах.
В апреле 1918 года Ниче был назначен директором лечебного учреждения в лейпцигском Дёзене. В 1925 году получил звание профессора, в 1927 году был назначен психиатром-консультантом по делам лечебных учреждений в правительстве земли Саксонии. Ещё в начале 1920-х годов Ниче заинтересовался вопросом подхода к психическим больным и их потомству. В научных работах он высказывался в пользу запрета душевнобольным иметь детей. Ещё до 1933 года Ниче считался одним из основных представителей психиатрии, ориентированной на расовую гигиену.
1 августа 1928 года Ниче вернулся на должность директора лечебницы в замке Зонненштайн, где продолжил свои научные исследования в области генетики и судебно-медицинской экспертизы. Его самым значимым трудом стала глава «Общая терапия и профилактика душевных болезней» в «Учебнике душевных болезней», изданном Освальдом Бумке. Уже тогда он не отрицал возможности принудительной стерилизации. В 1929 году он выступал за запрет на заключение браков и юридически оформленную стерилизации при определённых условиях вопреки воле пациента. Ещё до 1933 года Ниче полностью поддерживал меры по принудительной стерилизации, официально введённые законом «О предохранении от потомства с наследственными болезнями». Ниче стал ярым поборником идей Карла Биндинга и Альфреда Хохе. Уничтожение недостойной жизни, по его мнению, не только не являлось нарушением основных прав человека, а наоборот требованием гуманности.
В 1933 году Ниче вступил в НСДАП и работал судьёй суда наследственного здоровья в Дрездене. В должности протоколиста Германского союза психиатрии Ниче разработал устав Общества германских неврологов и психиатров, которое избрало его своим управляющим в 1935 году.
В 1936 году Ниче по собственной инициативе ввёл в пирнской лечебнице нормированное питание с целью повысить показатели смертности среди его пациентов, которые в расовой гигиене рассматривались «мёртвым грузом», не имевшим права на продолжение жизни и являлись лишней статьёй в финансовых затратах общества. В 1939 году Альфред Фернхольц, руководитель отдела «народного попечения» в саксонском министерстве внутренних дел, настоял на вводе применяемого Ниче нормированного питания пациентов в других саксонских лечебницах. Ниче оставался начальником по медицинской части лечебницы в Зоннештайне вплоть до её преобразования в центр эвтаназии в рамках программы умерщвления Т-4 в конце 1939 года. В январе 1940 года Ниче вернулся в лечебницу в Лейпциге и с 1 февраля был назначен её руководителем.
Руководитель 2-го управления канцелярии фюрера, старший начальник службы Виктор Брак, которому была поручена организация программы Т-4, в начале 1940 года обратился к Ниче с просьбой разработать и опробовать медицинскую процедуру умерщвления жертв эвтаназии. Ниче выбрал барбитурат «Люминал», снотворное, применявшееся, в частности, при эпилепсии. Люминал имел два решающих преимущества: во-первых, лекарство являлось распространённым препаратом во всех клиниках и тем самым имелось в нужном количестве, во-вторых, оно было смертельным при употреблении в повышенных дозах, но не вызывало непосредственно смерть, а давало осложнения, приводившие к смерти пациента лишь через несколько дней. Такую смерть можно было объяснить естественными причинами. Ниче ввёл в употребление термин «схема „Люминала“» и опробовал эту методику на более чем сотне больных.
С 28 февраля 1940 года Ниче работал экспертом программы умерщвления Т-4, с 1 мая 1940 года введён в штат акции в должности старшего эксперта и заместителя начмеда. С декабря 1941 года Ниче занял должность начальника по медицинской части программы Т-4 вместо Вернера Хайде.
Как медицинский руководитель программы Т-4, Ниче является одним из основных виновников умерщвления около 70 тыс. больных и инвалидов. Он также является инициатором медикаментозного умерщвления на этапе «дикой эвтаназии», проходившей после официального завершения акции Т4 в августе 1941 года и унёсшей ещё не менее 30 тыс. жизней. Ниче также принимал участие в качестве эксперта в программы 14f13, в ходе которой велся отбор жертв среди узников концентрационных лагерей для последующего уничтожения в газовых камерах в Зонненштайне и Хартхайме.
Ниче был арестован весной 1945 года в Зебнице. Результаты расследования преступлений Ниче, проведённого советскими органами, были переданы 20 июня 1946 года в органы юстиции Саксонии. 7 января 1947 года земельный суд в Дрездене предъявил обвинение Ниче и ещё 14 преступникам. Ниче настаивал на своей позиции о том, что умерщвление неизлечимых больных оправдано с научной и социальной точки зрения, и отверг обвинение в убийстве. 7 июля 1947 года Ниче был приговорён к смертной казни. После отказа в обжаловании приговора верховным судом земли в Дрездене приговор был приведён в исполнение 25 марта 1948 года на гильотине.